# Troy Perkins
Troy Perkins, född 29 juli 1981 i Springfield, Ohio, är en amerikansk fotbollsmålvakt som senast spelade för Seattle Sounders FC i MLS.